# 6e division légère de cavalerie
Pour les articles homonymes, voir 6e division.
La 6e division légère de cavalerie (6e DLC) est une division de cavalerie de l'Armée de terre française créée en mars 1940, en Algérie par absorption de diverses unités stationnées en Afrique du Nord.

## Commandant
La division est commandée par le général de brigade Clouët des Pesruches

## Composition
La 6e division légère de cavalerie se compose de :
- 7e brigade de spahis
  - 1er régiment de spahis algériens
  - 3e régiment de spahis algériens
- 16e brigade légère motorisée[2]
  - 1er régiment de chasseurs d'Afrique
    - 1er escadron motocycliste
    - 3e escadron de combat : 14 chars Hotchkiss H39[3]
    - 4e escadron de combat : 13 chars Hotchkiss H35[3]
    - 4e escadron du 4e régiment de chasseurs d'Afrique (en remplacement du 2e escadron du 1er RCA) : en théorie 14 automitrailleuses Laffly 80 AM

  - 2e régiment de chasseurs d'Afrique portés[2]
    - Escadron hors-rang (dont une automitrailleuse Schneider P16)
    - Escadron de fusiliers portés sur camionnettes
    - Escadron mixte AMR/motos : 10 automitrailleuses Schneider P16
    - Escadron de mitrailleuses et d'engins
- Artillerie
  - 1er régiment d'artillerie coloniale de Tunisie
- et tous les services (sapeurs mineurs, transmissions, compagnie auto de transport, groupe sanitaire divisionnaire, groupe d'exploitation).

## Historique
Pendant la bataille de France, la 6e division est maintenue en Afrique du Nord. Elle est d'abord destinée à renforcer l'armée du Levant mais, pour faire face à une possible offensive de l'Italie fasciste, est transférée dans la région de Tébessa.
Elle est dissoute en juillet 1940 après l'armistice, sans avoir été engagée au combat.